# Effet Larsen
Pour les articles homonymes, voir Larsen.
L'effet Larsen est un phénomène physique de rétroaction acoustique involontaire observé dès les débuts de la téléphonie et décrit par le physicien danois Søren Larsen. Il se désigne en anglais par feedback signifiant plus généralement « rétroaction, réaction, action en retour, bouclage ».
Cet effet se produit lorsque l'émetteur amplifié (exemple : haut-parleur) et le récepteur (exemple : microphone) d'un système audio sont placés à proximité l'un de l'autre. Le son émis par l'émetteur est capté par le récepteur qui le retransmet amplifié à l'émetteur. Cette boucle produit un signal ondulatoire qui augmente progressivement en intensité jusqu'à atteindre les limites du matériel utilisé.
Ce phénomène désagréable, fréquent dans les systèmes de sonorisation (conférence, concert, téléphone avec haut-parleur, prothèse auditive), produit le plus souvent un sifflement s'amplifiant en général jusqu'à la puissance maximale permise par les amplificateurs. La fréquence fondamentale du son résultant dépend des propriétés acoustiques du lieu d'écoute, de la distance séparant émetteur et récepteur et de la directivité de celui-ci. À son maximum, la distorsion des amplificateurs en surcharge produit des partiels harmoniques qui peuvent se combiner avec des modes de résonance du local.

## Théorie
Un système d'amplification sonore diffuse le son de la source dans l'endroit même où elle le produit. Les capteurs ou microphones reçoivent, en plus de celui de la source, le son issu des haut-parleurs du système, ce qui constitue une boucle fermée avec rétroaction de la sortie sur l'entrée.
Le diagramme de Nyquist décrit les conditions de stabilité d'un système à rétroaction ; mais lorsque l'on parle d'effet Larsen, on ne se trouve généralement pas dans les conditions bien contrôlées d'un laboratoire. Les artistes et opérateurs présents doivent agir. Ils le font, sans recours à la théorie, en agissant soit sur le volume de la sonorisation, soit sur la position du microphone.
La figure montre l'oscillogramme du signal qu'une petite impulsion déclenche par effet Larsen dans un système instable.
À une certaine fréquence, le son revient sur le microphone en phase et son effet s'ajoute à la vibration existante à l'origine. Tant qu'il n'y a pas de signal à cette fréquence, le système fonctionne tranquillement. Mais une impulsion contient toutes les fréquences. À partir de ce moment, chaque boucle dans le système augmente son niveau. L'augmentation est exponentielle jusqu'à atteindre les limites du système. La ou les fréquences concernées changent alors légèrement, tandis que le volume du son reste au maximum pendant une durée d'environ 1 seconde, puis s'atténue de façon linéaire à la suite d'une action de l'opérateur.
Sans intervention, le volume reste au maximum jusqu'à l'intervention des systèmes de sécurité ou destruction du matériel.

## Appareils anti-larsen
Il existe des appareils destinés à éviter le surgissement d'un sifflement de rétroaction. Un procédé consiste à analyser le spectre et atténuer ou déphaser automatiquement une fréquence qui reste à un niveau élevé pendant plus de quelques dixièmes de seconde, ce qui n'arrive pas dans le signal de la voix humaine.

## Utilisation créative
Dans les années 1960, des guitaristes électriques de rock comme Jimi Hendrix exploitèrent le larsen en tant que sonorité. Ils rapprochaient volontairement les micros de leur guitare du haut-parleur de l'ampli afin de déclencher des sons stridents qu'ils tentaient de moduler par des filtres, le mouvement du corps, le levier de vibrato, le contrôle de la vibration des cordes.
On retrouve un spectaculaire effet Larsen, aussi appelé sustain infini, dans la chanson Parisienne Walkways, de Gary Moore. 
David Gilmour, le célèbre guitariste de Pink Floyd, lors de ses concerts, utilise également un effet Larsen (ajouté à toute sa panoplie d'effets, comme le delay, ainsi que toute la réverbération de la salle) pour l'introduction du morceau Sorrow.
Le larsen peut, dans ce cas, se classer parmi les instruments électroniques expérimentaux de la musique, après le thérémine et les ondes Martenot de la musique érudite, et avant l'utilisation créative du vocoder, perfectionnée dans le synthétiseurs.